# 마닐라 봉투

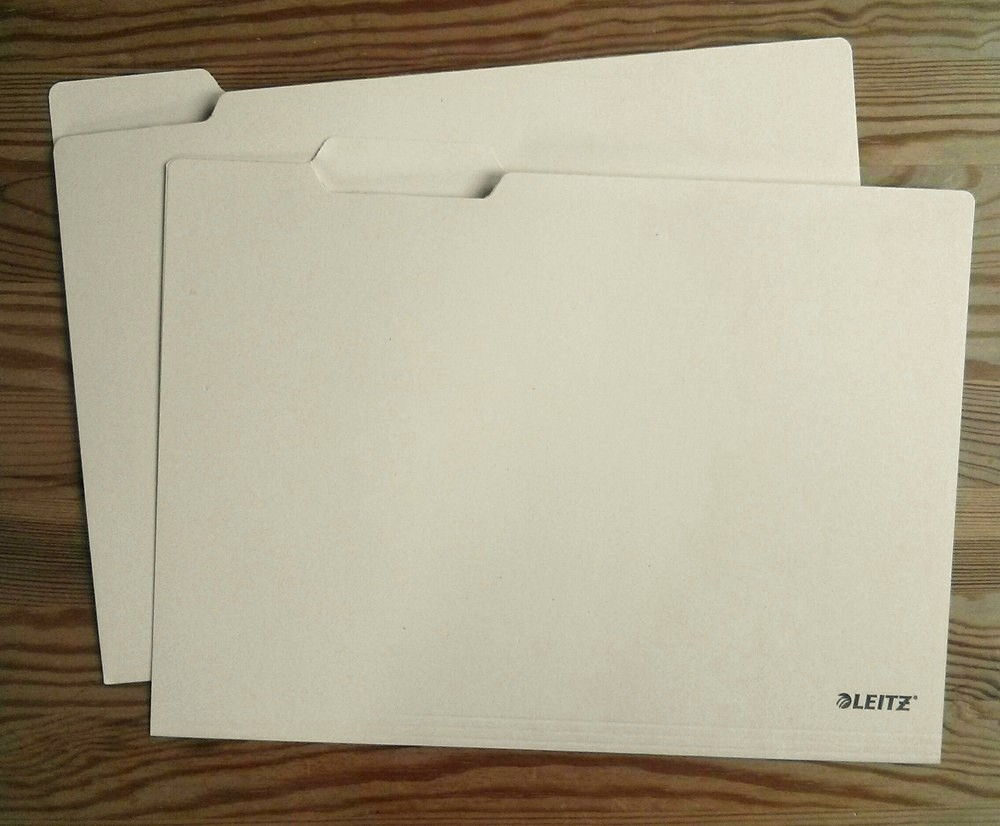
Leitz에서 제작된 마닐라 봉투

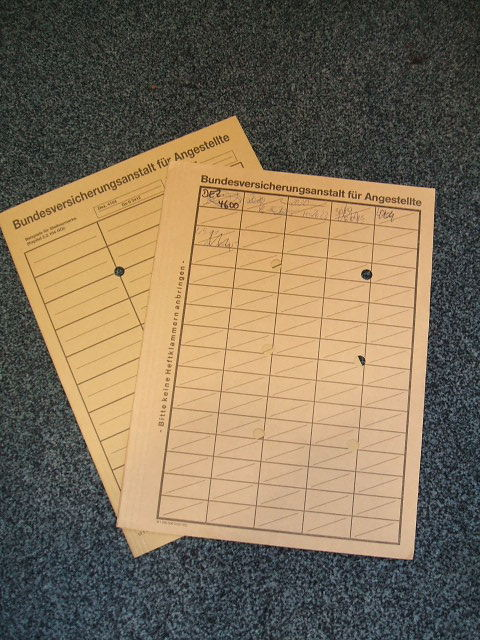
독일에서 사용되는 마닐라 봉투

마닐라 봉투는 서류를 넣기 위해 고안된 파일 폴더이다. 일반적으로 뻣뻣한 카드 형태의 큰 종이를 반으로 접어 만든다. 전통적으로 담황색이지만, 종종 다른 색이 파일의 종류를 구별하는 데 사용되곤 한다.
마닐라의 봉투는 문서를 전달하기 위해 고안된 특정 색깔의 봉투이다. 두껍고 튼튼한 마닐라 종이로 만들어지며 크기는 안에서 종이가 접히지 않을 정도로 맞춰진다. 대부분의 마닐라 봉투는 전통적으로 담황색이며, 재사용할 수 있도록 봉투를 손상시키지 않고 개봉할 수 있는 잠금 덮개를 가지고 있다. 이러한 잠금 덮개는 두 가지 종류가 있는데, 덮게에 강화된 작은 구멍을 만들어 두 갈래로 나뉘는 금속 클랩을 사용하는 방법과 다른 하나는 덮개에 단단히 부착된 두꺼운 종이 "단추"와 봉투 몸체를 실로 묶는 방법이 있다.(또는 그 반대의 배열도 가능) 보다 일반적인 의미에서, 값 싸게 사용되는 갈색의 표백하지 않은 종이로 만든 봉투를 마닐라의 봉투라고 부른다.
마닐라 봉투에서 '마닐라'라는 부분은 원래 마닐라 삼 또는 마닐라삼에서 온 것이다.

## 치수
미국 우편 서비스에서 쓰이는 마닐라의 봉투 크기는 다음과 같다:
- 최대 길이:15"(381mm)
- 최대 폭:24"(305mm)
- 최대 간격: 3⁄4"(19mm)

## 같이 보기
- 피 치 폴더(영어판)
- 링 바인더

## 참조
- 미국 우편 요금 및 우편 서비스의 상태가 약어